# Pachyrhabda dicastis
Pachyrhabda dicastis is een vlinder uit de familie Stathmopodidae. De wetenschappelijke naam van de soort is voor het eerst geldig gepubliceerd in 1905 door Meyrick.